# Hiệp hội bóng đá Qatar
Hiệp hội bóng đá Qatar (QFA) (tiếng Ả Rập: الاتحاد القطري لكرة القدم) là tổ chức quản lý, điều hành các hoạt động bóng đá ở Qatar. QFA quản lý đội tuyển bóng đá quốc gia Qatar, tổ chức các giải bóng đá như giải vô địch bóng đá Qatar, cúp bóng đá Qatar. QFA là thành viên của cả Liên đoàn bóng đá thế giới (FIFA), Liên đoàn bóng đá châu Á (AFC) và Liên đoàn bóng đá Tây Á (WAFF).